# Peavine
Peavine és una concentració de població designada pel cens dels Estats Units a l'estat d'Oklahoma. Segons el cens del 2000 tenia 358 habitants.

## Demografia
Segons el cens del 2000, Peavine tenia 358 habitants, 131 habitatges, i 104 famílies. La densitat de població era de 14,6 habitants per km².
Dels 131 habitatges en un 38,9% hi vivien nens de menys de 18 anys, en un 63,4% hi vivien parelles casades, en un 13% dones solteres, i en un 20,6% no eren unitats familiars. En el 19,1% dels habitatges hi vivien persones soles el 7,6% de les quals corresponia a persones de 65 anys o més que vivien soles. El nombre mitjà de persones vivint en cada habitatge era de 2,73 i el nombre mitjà de persones que vivien en cada família era de 3,13.
Per edats la població es repartia de la següent manera: un 27,7% tenia menys de 18 anys, un 5,3% entre 18 i 24, un 33,2% entre 25 i 44, un 22,9% de 45 a 60 i un 10,9% 65 anys o més.
L'edat mediana era de 34 anys. Per cada 100 dones de 18 o més anys hi havia 96,2 homes.
La renda mediana per habitatge era de 31.250 $ i la renda mediana per família de 34.531 $. Els homes tenien una renda mediana de 24.028 $ mentre que les dones 18.889 $. La renda per capita de la població era d'11.416 $. Entorn del 18,6% de les famílies i el 16,7% de la població estaven per davall del llindar de pobresa.

## Poblacions més properes
El següent diagrama mostra les poblacions més properes.